# Дьюс, Адам
Адам Дьюс  — американский бас-гитарист и один из основателей метал-группы Machine Head. В составе коллектива музыкант принял участие в записи семи альбомов. В 2013 году Дьюс из-за личных разногласий покинул Machine Head. С 2018 года является участником треш-метал-группы Sintanic.

## Биография
В 1988 году, в возрасте 16 лет, Адам Дьюс переехал в Окленд, где познакомился с гитаристом Роббом Флинном, игравший в то время в треш-метал-группе Vio-Lence. После распада коллектива, в 1991 году Дьюс и Флинн создали новый проект, Machine Head, в который они также пригласили барабанщика Тони Констанзу и гитариста Логана Мейдера. На протяжении 21 года участия в группе Дьюс бессменно занимал место бас-гитариста и основного бэк-вокалиста.
В составе Machine Head Адам Дьюс записал семь студийных альбомов, а также принял участие в проекте Roadrunner United. Во время записи Unto the Locust, Дьюс оказался вне творческого процесса, что вызывало ряд конфликтов внутри группы.
22 февраля 2013 года Робб Флинн опубликовал на сайте группы сообщение о том, что Адам Дьюс вынужденно покидает коллектив.
В январе 2014 года Дьюс инициировал судебный процесс против остальных участников своей бывшей группы и ее менеджера. В июле того же года музыканты урегулировали иск в индивидуальном порядке.
3 марта 2018 года Адам Дьюс занял место бас-гитариста в треш-метал-группе Sintanic.

## Дискография
Machine Head
- Burn My Eyes (1994)
- The More Things Change... (1997)
- The Burning Red (1999)
- Supercharger (2001)
- Through the Ashes of Empires (2003)
- The Blackening (2007)
- Unto the Locust (2011)